# Balapulang Wetan
Balapulang Wetan is een bestuurslaag in het regentschap Tegal van de provincie Midden-Java, Indonesië. Balapulang Wetan telt 14.046 inwoners (volkstelling 2010).